# Brasão de armas da Prússia

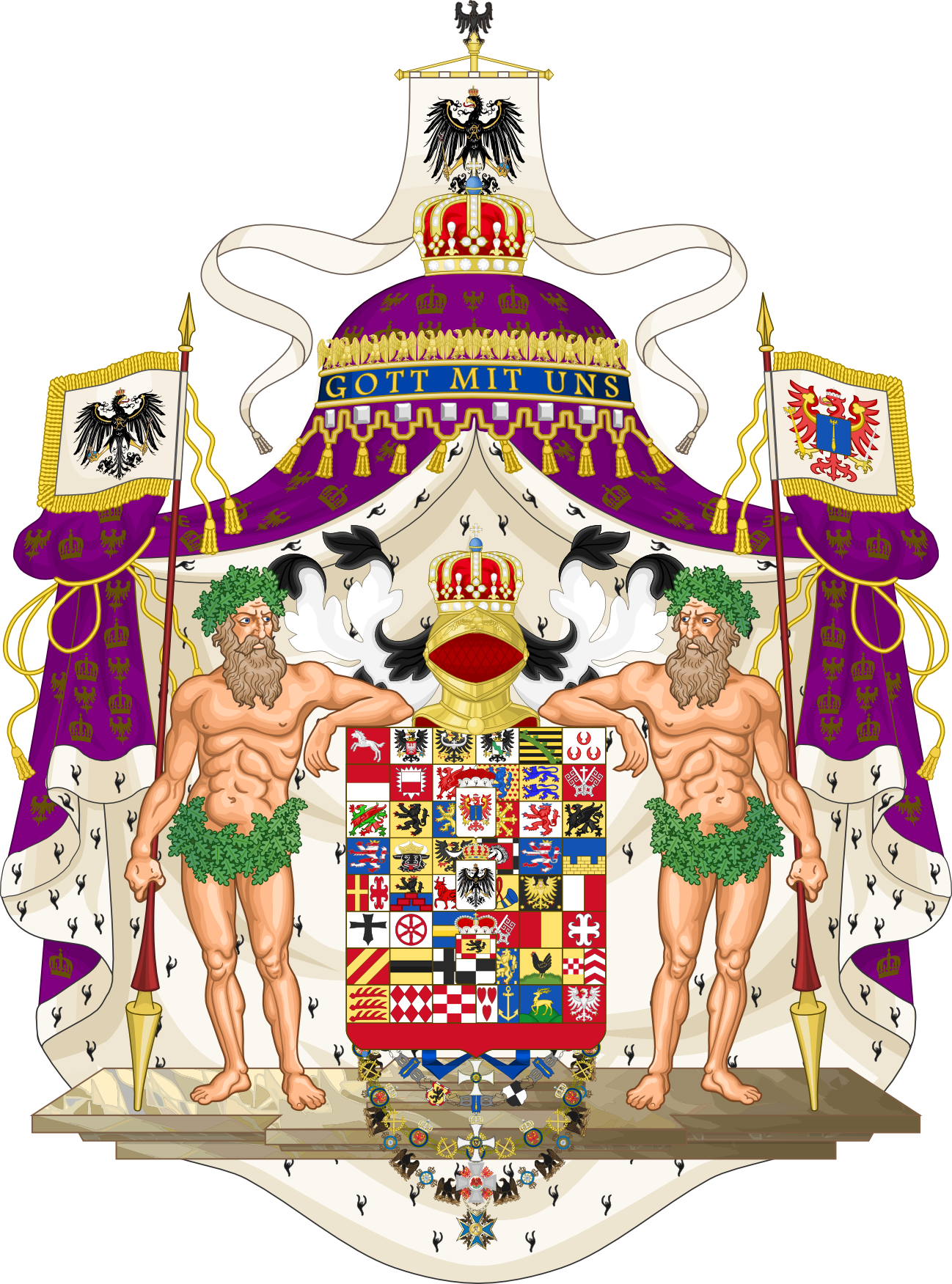
Brasão de armas da Prússia, por volta de 1873

O brasão de armas do antigo Reino da Prússia é um dos símbolos nacionais da Prússia.

## Retrospectiva
O Estado da Prússia teve sua origem nas terras separadas da marca de fronteira de Brandemburgo e do Ducado da Prússia. A marca de fronteira de Brandemburgo desenvolveu-se a partir da medieval fronteira do Norte do Sacro Império Romano-Germânico, passando para a Casa de Hohenzollern em 1415. O Ducado da Prússia foi criado em 1525 quando as terras orientais da Ordem Teutônica foram secularizadas por Alberto I, Duque da Prússia, um membro de um ramo da família dos Hohenzollerns. 
O príncipe-eleitor Jorge Guilherme herdou o Ducado da Prússia em 1618, unificando Brandemburgo e Prússia sob um só governo; o Estado do eleitor tornou-se conhecido por Brandemburgo-Prússia. O Reino da Prússia foi criado quando o eleitor Frederico III assumiu o título de Frederico I, Rei na Prússia, em 18 de janeiro de 1701.
A Prússia deixou de ser um reino depois da queda do Império Alemão como conseqüência da Primeira Guerra Mundial, tornando-se então no Estado Livre da Prússia. O Estado da Prússia foi abolido em 1947 após o término da Segunda Guerra Mundial.

## História dos brasões

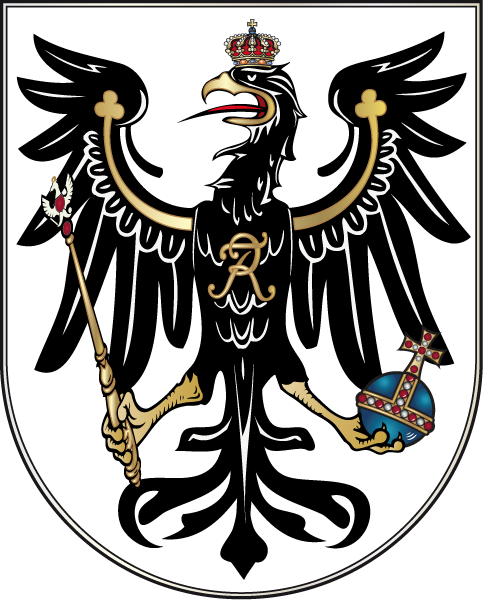
Escudo principal de armas

Uma ordem de cruzados, a Ordem Teutônica que conquistou a Prússia, usava como bandeira uma cruz negra sobre um fundo branco. O Imperador Romano-Germânico garantiu-lhes o direito de usar a águia negra do Sacro Império Romano-Germânico.
Em 27 de janeiro de 1701, o rei Frederico I da Prússia mudou o seu brasão para o de príncipe-eleitor de Brandemburgo. O brasão antigo dos eleitores de Brandemburgo trazia uma águia vermelha sobre um fundo branco. Desse momento em diante, a águia prussiana, agora com a coroa, símbolo da realeza e com 'FR' (Fridericus Rex, "Rei Frederico") em seu peito, foi colocada em um escudo juntamente com outros 25 símbolos em vez do cetro eleitoral. Todos os elmos foram substituídos por uma coroa real.